# Rösti
Rösti er en schweizisk kartoffelret. Den blev spist til morgenmad i kantonen Bern, men har spredt sig til hele landet. Mange schweizere betragter den som en nationalret. Den bruges både som hovedret og som tilbehør til andre retter.
Rösti er revne rå eller kogte kartofler stegt i olie eller smør. Kartoffelblandingen bliver stegt på panden, gerne med revet ost på.
I Tyskland findes røsti under navnene Reibekuchen og Kartoffelpuffer. Egnsbestemte varianter er talrige. Hovedindholdet er revne kartofler. De kan være groft- eller fintrevne. Nogle tilsætter æg for at binde dem sammen. Kartoffelpandekagen vidner om efterkrigstidens behov for billige opskrifter af let tilgængelige råvarer. I Tyskland er der flere opskrifter med kartofler, kål og andre billige råvarer end i noget andet europæisk land. 